# Lybius bidentatus
El barbudo bidentado o barbudo de doble dentadura (Lybius bidentatus) es una especie de ave de la familia de los barbudos africanos (Lybiidae). Se encuentra en Angola, Benín, Burundi, Camerún, República Centroafricana, República del Congo, República Democrática del Congo, Costa de Marfil, Guinea Ecuatorial, Etiopía, Gabón, Ghana, Guinea, Guinea-Bissau, Kenia, Liberia, Malí, Nigeria, Ruanda, Sierra Leona, Sudán, Tanzania, Togo, y Uganda.
- Datos: Q1243481
- Multimedia: Lybius bidentatus / Q1243481
- Especies: Pogonornis bidentatus